# Heimskringla

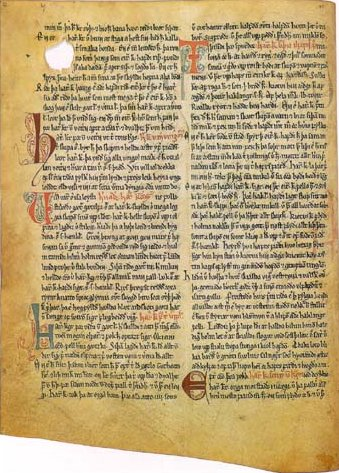
Uma página da cópia de Eggertson de Heimskringla

Heimskringla (das palavras iniciais Kringla heimsins, O Círculo do Mundo) é a compilação mais conhecida das antigas sagas reais nórdicas (Konungasögur). Foi escrita em nórdico antigo na Islândia, e publicado em aprox. 1230, sendo correntemente atribuído ao poeta e historiador islandês Snorri Sturluson (1179–1242).  O nome Heimskringla foi primeiramente usado no século XVII, derivado das primeiras duas palavras de um dos manuscritos (Kringla heimsins - O disco redondo do mundo).
| Kringla heimsins, sú er mannfólkit byggir, er mjök vágskorin...                                |
| O disco redondo do Mundo, que é habitado pelo Homem, é muito recortado por baías e enseadas... |

A Heimskringla é uma coleção de sagas sobre os reis noruegueses, desde os tempos mais antigos até 1177. Começa com a saga da lendária dinastia sueca dos Inglingos (Ynglingasagan), seguida por relatos de monarcas noruegueses históricos desde Haroldo I da Noruega da Dinastia Cabelo Belo do século IV até a morte do impostor Eystein Meyla em 1177. O relacionamento dos reis noruegueses com os reis suecos e dinamarqueses, traz luz sobre a história dos três países nórdicos - a Noruega, a Suécia e a Dinamarca. As fontes exatas de seu trabalho são contestadas, mas incluem as sagas dos reis anteriores, como a Morkinskinna, Fagrskinna e as histórias sinóticas norueguesas do século XII e tradições orais, notadamente muitos poemas de escaldo. Snorri fez visitas à Noruega (1218-1220) e Suécia. Para eventos da metade do século XII, Snorri explicitamente nomeaia o agora perdido trabalho Hryggjarstykki como sua fonte. A composição das sagas é de Snorri.

## Conteúdo
Heimskringla contém as seguintes sagas:
- Prólogo
- Saga dos Inglingos (Ynglingasagan)
- Saga de Haldano, o Negro (Saga Hálfdanar svarta)
- Saga de Haroldo Cabelo Belo (morto aprox. 931)
- Saga de Haakon, o Bom (morto 961)
- Saga de Rei Haroldo Mando Cinzento (morto 969)
- Saga de Rei Olavo Tryggvason (morto 1000)
- Saga de Olavo Haraldson (morto 1030), exceto por conversão de Dale-Gudbrand
- Saga de Magno, o Bom (morto 1047)
- Saga de Haroldo Hardrada (morto 1066)
- Saga de Olavo Kyrre (morto 1093)
- Saga de Magno Descalço (morto 1103)
- Saga de Sigurdo, o Cruzado (morto 1130) e seus irmãos
- Saga de Magno, o Cego (destronado 1135) e de Haroldo Gille (morto 1136)
- Saga de Sigurdo (morto 1155), Eystein (morto 1157) e Ingo (morto 1161), os filhos de Haroldo
- Saga de Haakon Herdebreid (morto 1162)
- Saga de Magno Erlingson (morto 1184)

## Manuscritos
| |  |  |
| A única folha sobrevivente da cópia Kringla - a Kringlublaðið - está depositada na Biblioteca Nacional e Universitária da Islândia, em Reiquiavique. |  |  |

O manuscrito original da Heimskringla está desaparecido. Havia duas cópias da segunda metade do século XIII  - o Codex Academicus primus, também chamado Kringla, e  o Codex Academicus secundus, também chamado Jǫfraskinna. Todavia, estas duas peças desapareceram no incêndio de Copenhague de 1728, com excepção de uma única folha da Kringla.
Felizmente, havia mais duas cópias dessas cópias, feitas no século XVIII por Eggertson e Jonsson.
- A folha sobrevivente da primeira cópia da Kringla está depositada na Biblioteca Nacional e Universitária da Islândia, em Reiquiavique.
- A cópia de Eggertson está conservada na Biblioteca Nacional da Suécia, em Estocolmo.
- A cópia de Jonsson está na Coleção Arne Magnusson, em Copenhaga.